# Wilford Woodruff
Pour les articles homonymes, voir Woodruff.
Wilford Woodruff (1er mars 1807 - 2 septembre 1898) était un dirigeant et homme politique mormon, qui fut le 4e président de l'Église de Jésus-Christ des saints des derniers jours de 1887 à sa mort. Pendant sa présidence, il favorise l'expansion des journaux mormons, renforce l'autorité religieuse dans les colonies au Mexique et signe le Manifeste de 1890, demandé depuis plusieurs années par les États-Unis, qui interdit la polygamie en Utah. Mais malgré ce manifeste, le mariage plural ne fut pas abandonné par l'Église puisque Woodruff continua d'encourager et de permettre cette pratique. Il faudra attendre l'arrivée de George Albert Smith à la présidence en 1945, pour que le mariage plural soit officiellement abandonné par l'Église.

## Enfance et jeunesse
Wilford Woodruff naquit le 1er mars 1807 à Farmington (Connecticut), de Aphek Woodruff et Beulah Thompson. Quand il eut 15 mois, sa mère mourut d’une fièvre éruptive. Trois ans plus tard environ, Aphek se remaria. Wilford et ses deux frères aînés furent élevés par leur père et par leur belle-mère, Azubah Hart. Aphek et Azubah eurent six autres enfants, dont quatre moururent dans leur prime enfance ou leur enfance.
Wilford Woodruff grandit tout comme les autres garçons de son temps : il alla à l’école et travailla à la ferme familiale. Il travailla également à la scierie de son père alors qu’il était très jeune.
Il devint membre de l’Église de Jésus-Christ des saints des derniers jours le même jour que son frère Azmon. Plus tard il baptisa son père, sa belle-mère et ceux de leur maison. Plus tard dans sa vie, il veilla à ce que l’œuvre du temple soit faite pour sa mère.

## Série d'accidents
À l’âge de six ans, Wilford Woodruff faillit être tué par un taureauet à 17 ans, il eut un grave accident de cheval. Il continua à subir des accidents fréquents même à l’âge adulte. À 41 ans, il résuma les mésaventures qu’il avait collectionnées :
« Je me suis cassé les deux jambes, l’une d’elles en deux endroits, les deux bras, les deux chevilles, le sternum et trois côtes et j’ai eu les deux chevilles disloquées. J’ai été noyé, gelé et ébouillanté et mordu par un chien furieux ; je me suis trouvé dans deux roues à aubes au plus profond de l’eau ; j’ai connu plusieurs attaques de la maladie et rencontré le poison sous ses pires formes ; j’ai atterri sur un tas de ruines de chemin de fer ; les balles m’ont sifflé aux oreilles et je suis passé par une vingtaine d’autres situations dont je n’ai réchappé que d’un cheveu. Je trouve miraculeux, qu’avec toutes les blessures et les os cassés que j’ai eus, je n’aie pas un seul membre invalide, mais que j’aie pu supporter les travaux les plus durs, les intempéries et les voyages – j’ai souvent fait à pied soixante, quatre-vingt et, une fois, cent kilomètres en une journée. La protection et la miséricorde de Dieu ont été sur moi, et ma vie jusqu’ici a été préservée ; bénédictions pour lesquelles je tiens à exprimer ma profonde gratitude à mon Père céleste, en priant de pouvoir consacrer le reste de mes jours à son service et à l’édification de son royaume ».

## Recherche spirituelle
Wilford Woodruff était encore dans sa jeunesse quand il commença à éprouver le désir de se mettre au service de Dieu. Il était convaincu qu'il y avait eu une apostasie par rapport à la « religion pure et sans tache devant Dieu » et qu’un grand changement était proche. Il était particulièrement motivé par les enseignements d’un homme du nom de Robert Mason, qui avait prédit que Wilford goûterait un jour le fruit de l’Évangile rétabli.
Le 29 décembre 1833, il entendit un sermon de Zera Pulsipher, missionnaire de l’Église de Jésus-Christ des saints des derniers jours. Wilford Woodruff invita Zera Pulsipher et son collègue, Elijah Cheney, à loger chez lui. Deux jours plus tard, après avoir passé du temps à lire le Livre de Mormon et à avoir des réunions avec les deux missionnaires, Wilford Woodruff fut baptisé et confirmé membre de l’Église de Jésus-Christ des saints des derniers jours.

## Missionnaire

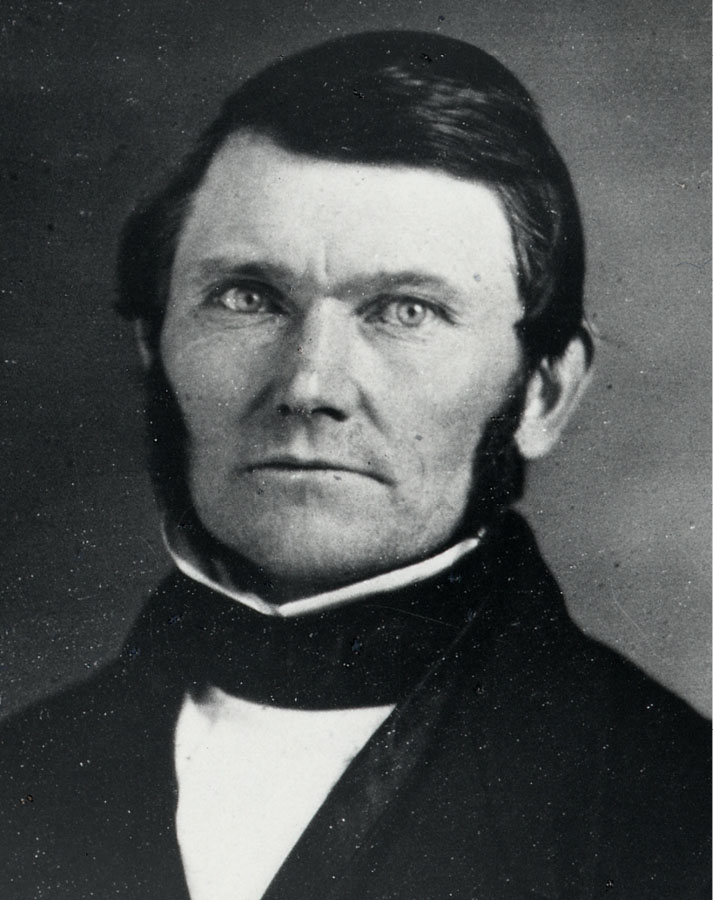
Woodruff vers 1849.

Vers la fin de 1834, Wilford Woodruff eut le désir d’aller prêcher l’Évangile et il reçut l’appel à faire une mission dans le sud-est des États-Unis. Quand il entreprit sa première mission, Wilford Woodruff venait d’être ordonné prêtre dans la Prêtrise d’Aaron. Son collègue, qui avait été ordonné ancien, resta avec lui pendant les premières épreuves de la mission mais ne tarda pas à se décourager et rentra chez lui à Kirtland. Resté seul en territoire inconnu, Wilford pria pour être aidé et poursuivit sa route. Après un parcours de 270 kilomètres à travers les marais et les marécages, il finit par arriver à Memphis (Tennessee) las et affamé. Lors de la première expérience de prédication qu’il eut là-bas, il s’adressa à un auditoire d’environ 500 personnes.
En novembre 1836, Wilford Woodruff finit sa mission dans le sud-est des États-Unis. Il écrit dans son journal qu’en 1835 et 1836 il avait parcouru près de 16000 kilomètres, tenu 323 réunions, organisé quatre branches de l’Église, baptisé 70 personnes et confirmé 62, accompli onze ordinations dans la prêtrise et guéri quatre personnes par l’imposition des mains et qu’il avait été délivré des mains de six attroupements hostiles. Il fut ordonné ancien en juin 1835 et soixante-dix en mai 1836.
Après son retour à Kirtland, Wilford Woodruff fut appelé au premier collège des soixante-dix. Après avoir passé moins d’un an à Kirtland, il partit faire une mission à plein temps aux îles Fox, juste au large de la côte de l’État du Maine, où il baptisa plus de cent personnes.

## Apôtre
Tandis qu’il faisait sa mission aux îles Fox en 1838, Wilford Woodruff reçut un appel qui prolongea son service missionnaire à vie. Il fut désigné pour remplir le poste d’un des douze apôtres. Peu après avoir été ordonné apôtre le 26 avril 1839, Wilford Woodruff fut envoyé prêcher l’Évangile en Grande-Bretagne. Wilford Woodruff allait faire plus tard d’autres missions aux États-Unis et en Grande-Bretagne. Il est connu comme l’un des plus grands missionnaires de l’histoire de l’Église de Jésus-Christ des saints des derniers jours.

## Rassemblement des saints
À cette époque de l’histoire de l’Église, les missionnaires invitaient les nouveaux convertis à émigrer vers le siège de l’Église, que ce fût à Kirtland, au comté de Jackson (Missouri), à Nauvoo (Illinois) ou plus tard à Salt Lake City (Utah). Environ deux ans après la mort de Joseph et de Hyrum Smith, les saints des derniers jours furent forcés de quitter leurs foyers de Nauvoo, pour s’installer provisoirement à Winter Quarters, au Nebraska. Wilford Woodruff, qui était en mission en Angleterre, rejoignit le gros de l’Église. Partant de Winter Quarters, il aida à conduire les saints des derniers jours lors de leur émigration la mieux connue : la traversée des plaines et des montagnes des États-Unis vers leur terre promise dans la vallée du lac Salé. Membre du premier convoi de pionniers, il transporta Brigham Young, qui était malade, pendant la dernière partie du voyage.
Wilford Woodruff continua à aider les saints des derniers jours à se rassembler dans leur terre promise. Lors de l’une de ses missions, sa famille et lui passèrent deux ans et demi au Canada et dans le nord-est des États-Unis à aider les membres de l’Église à se rendre dans la vallée du lac Salé.

## Service dans la vallée du lac Salé
Une fois les saints des derniers jours installés dans la vallée du lac Salé, les fonctions de Wilford Woodruff changèrent. On ne l’envoya plus à l’étranger pour des missions à plein temps. Ses activités consistèrent à aider plus de saints dans leur migration vers le siège de l’Église, à rencontrer les gens qui visitaient la région, à remplir les fonctions de législateur, à travailler à irriguer et à cultiver la terre et à élaborer des cultures et des procédés d’agriculture. Il visitait fréquemment les colonies des saints des derniers jours en Utah, en Arizona et en Idaho, leur prêchait l’Évangile et encourageait les saints dans leurs devoirs.
Wilford Woodruff fut historien adjoint de l’Église de 1856 à 1883 et historien de l’Église de 1883 à 1889, période qui couvre la plus grande partie de son service au collège des douze apôtres. Son mandat d’historien était le prolongement d’une œuvre qu’il accomplissait depuis 1835, quand il commença à tenir un journal personnel, un compte rendu personnel de sa vie et de l’histoire de l’Église.
En œuvrant constamment pour fortifier l’Église, servir la collectivité et pourvoir aux besoins de sa famille, Wilford Woodruff suivit le principe du travail qu’il avait appris de son père. Le journal de Wilford Woodruff est rempli de notes rapportant de longues journées de dur labeur.

## Construction de temples et œuvre du temple
Chaque fois qu’ils restaient pendant une période prolongée dans un endroit central, les saints des derniers jours construisaient un temple. C’est ce qu’ils firent à Kirtland, à Nauvoo et finalement à Salt Lake City. Wilford Woodruff exhorta fréquemment les saints à profiter des bénédictions accessibles dans le temple et donna l’exemple de l’œuvre du temple en travaillant personnellement pour des milliers de ses ancêtres.
Devenu président de l’Église, Woodruff fit les prières de consécration des temples de Manti et de Salt Lake City.

## Président de l’Église

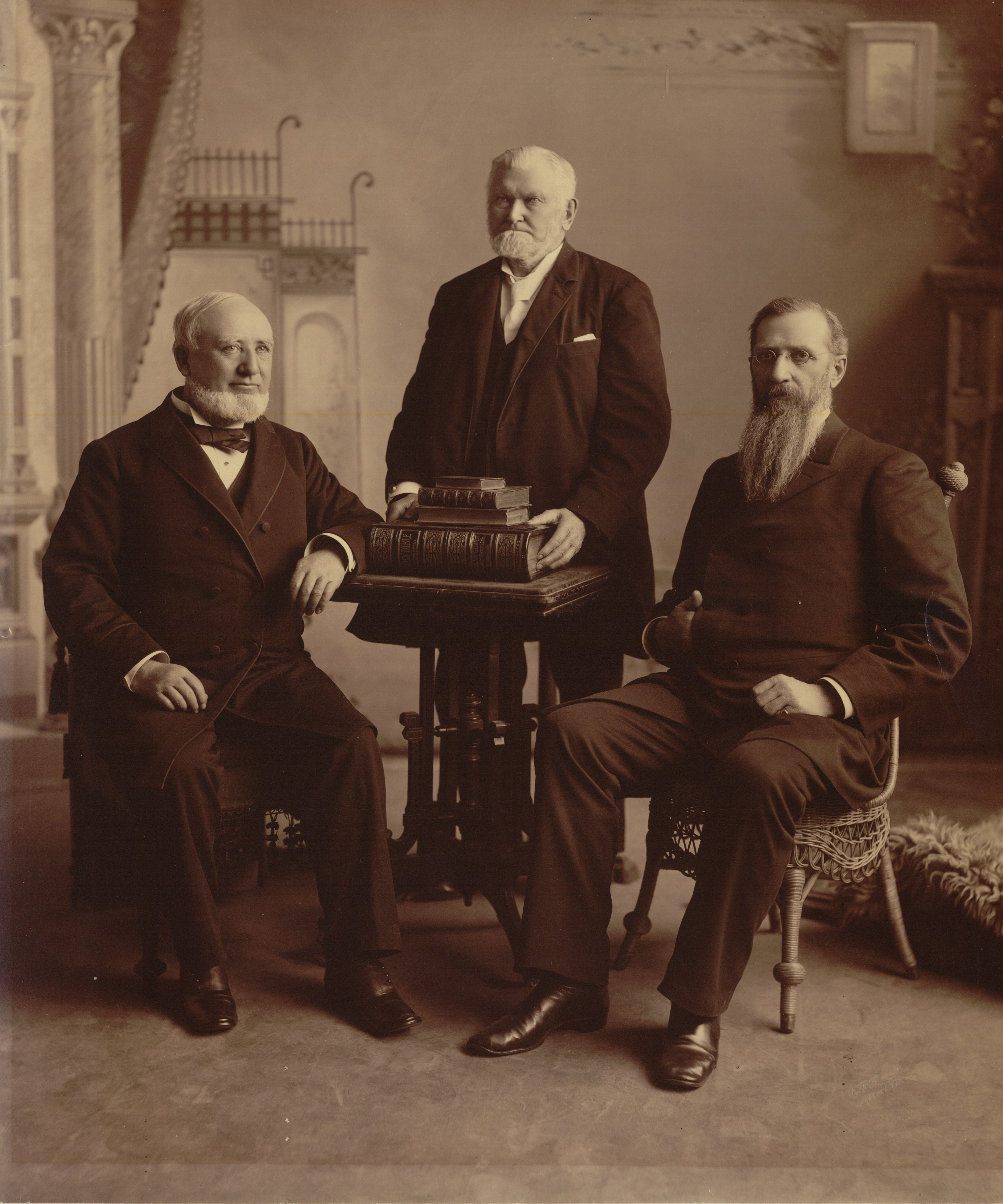
La Première Présidence, W. Woodruff, debout - Georges Q. Cannon à gauche, Joseph F. Smith à droite

Quand John Taylor décéda le 25 juillet 1887, le collège des douze apôtres devint l’instance dirigeante de l’Église avec le président Woodruff comme officier président. Le président Woodruff fut soutenu comme président de l’Église de Jésus-Christ des saints des derniers jours le 7 avril 1889, le quatrième à remplir cette fonction après Joseph Smith, Brigham Young et John Taylor.
Il était le dernier homme vivant à avoir été apôtre du temps de Joseph Smith, et il ressentait la nécessité pressante de laisser un témoignage clair et durable du prophète du Rétablissement. Une année environ avant sa mort, il dit :
« Il y a beaucoup de choses que je ne comprends pas, et l’une d’elles c’est pourquoi je suis ici à mon âge. Je ne comprends pas pourquoi j’ai été préservé autant que je l’ai été alors que tant d’apôtres et de prophètes ont été rappelés à Dieu… Je suis le seul homme vivant dans la chair à avoir reçu la dotation des mains de Joseph Smith, le prophète. Je suis le seul homme dans la chair à avoir été avec les douze apôtres quand il leur a remis le royaume de Dieu et leur a donné le commandement d’emporter ce royaume. Il est resté trois heures environ dans une salle à nous faire son dernier discours. La salle était remplie comme d’un feu dévorant. Son visage était aussi clair que l’ambre, ses paroles étaient pour nous comme la foudre fulgurante. Elles ont pénétré chaque partie de notre corps du sommet de la tête à la plante des pieds. Il a dit : ' Frères, le Seigneur Tout-Puissant a scellé sur ma tête chaque prêtrise, chaque clef, chaque pouvoir, chaque principe qui appartient à la dernière dispensation de la plénitude des temps et à l’édification du royaume de Dieu. J’ai scellé sur votre tête tous ces principes, toute cette prêtrise, tout cet apostolat et toutes ces clefs du royaume de Dieu et maintenant vous devez arrondir les épaules et emporter ce royaume ou bien vous serez damnés '. Je n’oublie pas ces paroles. Je ne les oublierai jamais tant que je vivrai. C’est le dernier discours qu’il a fait dans la chair. Peu après, il subissait le martyre et était rappelé à Dieu dans la gloire ».
En tant que président de l’Église, Wilford Woodruff exhorta les saints à rechercher et à suivre les directives du Saint-Esprit, à être fidèles à leurs alliances, à prêcher l’Évangile aux États-Unis et à l’étranger, à être honnêtes dans leurs responsabilités temporelles et diligents dans l’œuvre généalogique et l’œuvre du temple.

## Publication du Manifeste

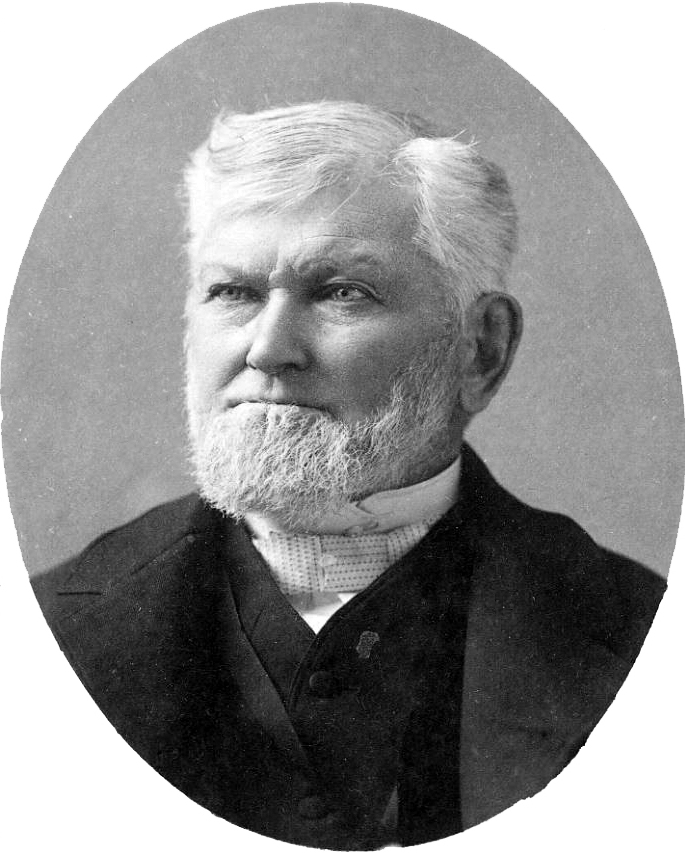
Wilford Woodruff en 1889.

Le président Woodruff dirigea les saints des derniers jours au cours de l’une des périodes les plus turbulentes de l’histoire de l’Église. Vers la fin des années 1880, l’Église continuait à pratiquer le mariage plural par obéissance à un commandement reçut par Joseph Smith, le prophète. Cependant, le gouvernement des États-Unis avait récemment voté des lois contre cette pratique, avec de lourdes sanctions en cas de violation de ces lois, notamment la confiscation des biens de l’Église et la privation, pour les membres de l’Église, des droits civiques fondamentaux tels que le droit de vote. Ces faits nouveaux permettaient aussi la mise en œuvre de moyens légaux pour poursuivre les saints des derniers jours qui pratiquaient le mariage plural. L’Église fit appel devant les tribunaux, mais en vain.
Cette situation pesait lourdement sur le président Woodruff. Il raconte qu’en cherchant à connaître la volonté de Dieu à ce sujet, il finit par recevoir la révélation que les saints des derniers jours devaient cesser la pratique de contracter le mariage plural. Il publia alors ce qui prit le nom de Manifeste : une déclaration qui expose la position de l’Église au sujet du mariage plural. Dans cette déclaration publique, datée du 24 septembre 1890, il affirma son intention de se soumettre aux lois du pays. Il témoigna aussi que l’Église avait cessé d’enseigner la pratique du mariage plural. Le 6 octobre 1890, au cours d’une session de conférence générale, les saints des derniers jours soutinrent la déclaration de leur prophète en soutenant unanimement une déclaration selon laquelle il « était pleinement autorisé, en vertu de sa fonction, à publier le Manifeste ».

## Réaffirmation de la nature éternelle de la famille
Environ trois mois avant son martyre, Joseph Smith prononça un discours devant une grande assemblée de saints des derniers jours. Wilford Woodruff, qui fit la synthèse du discours, dit que le prophète avait parlé de « l’un des sujets les plus importants et les plus intéressants jamais exposés aux saints ». Au cours de ce sermon, Joseph Smith témoigna de la nature éternelle de la famille. Il parla de la nécessité pour chacun d’être scellé à ses parents et de continuer à pratiquer cette ordonnance de scellement pendant toutes les générations.
Pendant les quelques décennies qui avaient suivi, la façon de procéder des saints n’avait pas été parfaitement correcte. Comme le fit observer le président Woodruff, le prophète Joseph n’avait pas vécu assez longtemps pour « approfondir davantage le sujet ». En agissant selon « toute la lumière et la connaissance » dont ils disposaient, les saints se faisaient souvent sceller ou « adopter » à Joseph Smith, à Brigham Young ou à d’autres dirigeants de l’Église de leur temps au lieu de l’être à leurs propres père et mère. Le président Woodruff rectifia cela en 1894. Les saints furent dès lors scellés à leurs propres parents et firent sceller leurs parents à leurs parents, et ainsi de suite en remontant les générations.
À ce sujet, Wilford Woodruff déclara : « Nous voulons que dorénavant les saints des derniers jours remontent leur généalogie aussi loin que possible et soient scellés à leurs pères et mères. Faites sceller les enfants à leurs parents et prolongez cette chaîne aussi loin que vous le pouvez ».

## Mariages

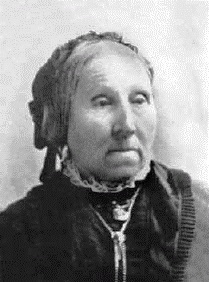
Phoebe Whittemore Carter, première épouse de Woodruff.

Comme ses prédécesseurs, Woodruff pratiquait le mariage plural et eu ainsi neuf épouses qui lui donnèrent 34 enfants. 
- Phoebe Whittemore Carter (1807-1885), mariée à Woodruff en 1837.
- Mary Ann Jackson (1818-1894), mariée à Woodruff en 1846.
- Sarah Elinor Brown (1827-1915), mariée à Woodruff en 1846.
- Mary Caroline Barton (1829-1910), mariée à Woodruff en 1846.
- Mary Meek Giles Webster (1802-1852), mariée à Woodruff en 1852 (meurt quelques mois plus-tard).
- Emma Smith (1838-1912), mariée à Woodruff en 1853.
- Sarah Brown (1834-1909), mariée à Woodruff en 1853.
- Sarah Delight Stocking (1838-1906), mariée à Woodruff en 1857.
- Eudora Young Dunford (1852-1921), mariée à Woodruff en 1877.